# États vassaux du royaume de Jérusalem

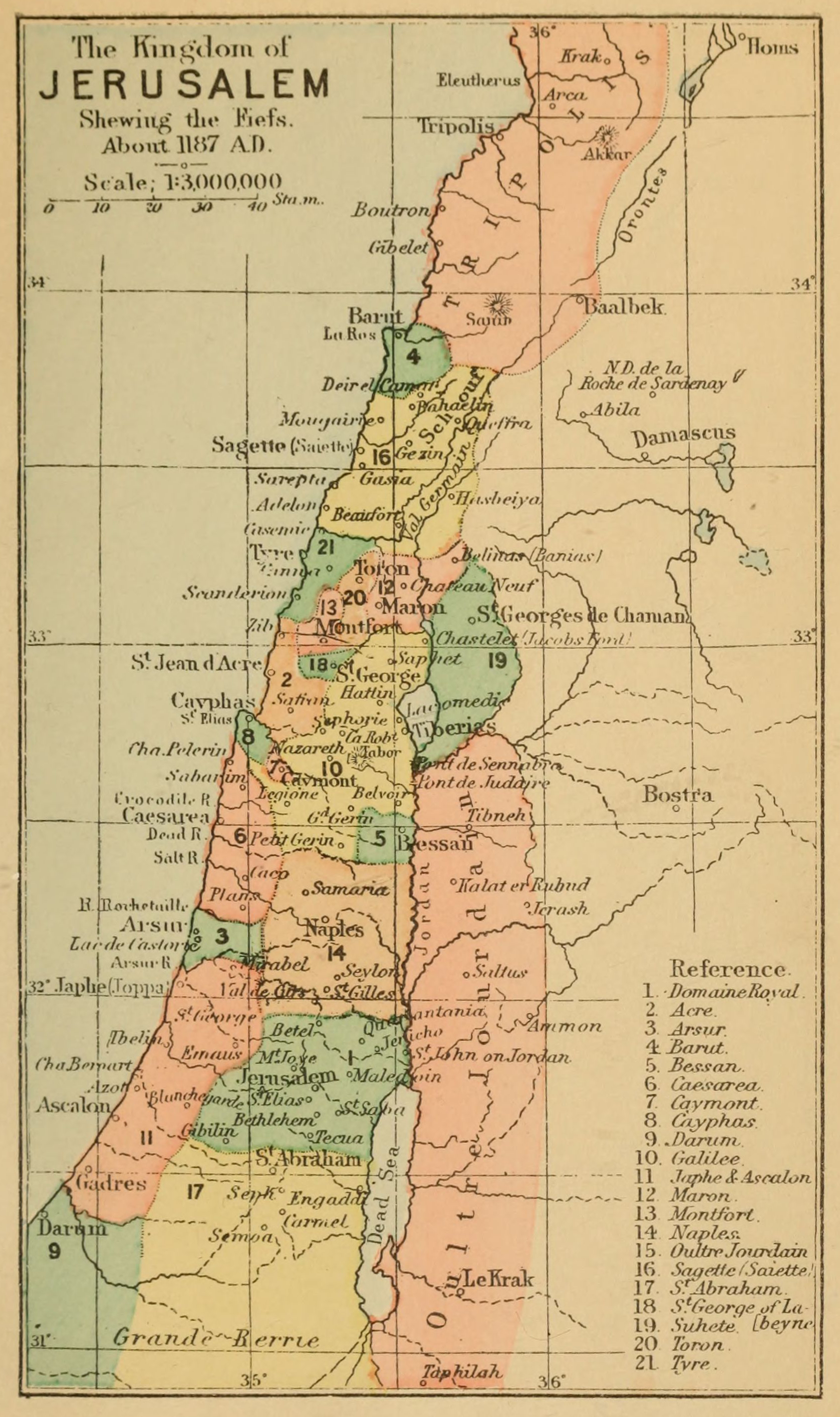
Seigneuries du royaume de Jérusalem en 1187, d'après une carte de 1889 par Claude Reignier Conder.

En 1099, lors de la formation de l'État latin du royaume de Jérusalem, celui-ci est divisé en plusieurs fiefs et états vassaux selon le système féodal.

## Création des États latin d'Orient
Au lendemain de la prise de Jérusalem par les Croisés en 1099, les seigneurs et barons francs prennent en charge l'administration territoriale de la Terre sainte. Au nord du royaume de Jérusalem, trois autres états sont créés.
- le comté d'Edesse
- le comté de Tripoli
- la principauté d'Antioche

Ces états étaient inféodés au royaume de Jérusalem. Le roi devait sauvegarder la bonne entente entre ses vassaux et désamorcer les éventuels conflits entre ces derniers et le patriarche latin d'Antioche. En cas de vacance du pouvoir et de querelles de successions, il pouvait exercer la régence de ces états.

## États vassaux
Le royaume de Jérusalem, quant à lui, fut partagé entre quatre fiefs principaux :
- le comté de Jaffa
- le principauté de Galilée
- le comté de Sidon
- la seigneurie d'Outre-Jourdain

Un certain nombre de seigneuries étaient également sous contrôle royal direct, telles que la ville de Jérusalem elle-même, Saint-Jean d'Acre et Tyr.

### Comté de Jaffa
La ville de Jaffa, sur la côte méditerranéenne, a été fortifié après la première croisade, et était un comté séparé jusqu'à la révolte de Hugues II du Puiset-Jaffa en 1134. Il fut par la suite confisqué, pour être donné en apanage à des membres de la famille royale.
Le comté possédait lui-même quatre états vassaux :
- le seigneur d'Ascalon
- le seigneur d'Ibelin
- le seigneur de Rama
- le seigneur de Mirabel

### Principauté de Galilée
La principauté de Galilée a été établie par Tancrède en 1099. Il est quelques fois nommé comme la principauté de Tibériade ou le Tibériade du nom de sa capitale. La principauté a été détruite par Saladin en 1187.
La principauté possédait elle-même trois états vassaux, eux-mêmes suzerains dans certains cas :
- Seigneurie de Beyrouth ;
  - Seigneurie de Banias ;
  - Seigneurie de Toron.
- Seigneurie d'Haïfa ;
- Seigneurie de Nazareth.

### Comté de Sidon
Lors de la prise de Sidon en 1110, la ville est remise à Eustache Granier.
- Seigneurie de Césarée
- Seigneurie du Schuf

### Autres seigneuries
- Principauté de Bethléem
- Seigneurie d'Adelon
- Seigneurie d'Arsouf
- Seigneurie de Bethsan
- Seigneurie de Blanchegarde
- Seigneurie de Caymont
- Seigneurie de Dera
- Seigneurie d'Hébron
- Seigneurie de Montgisard
- Seigneurie de Naplouse
- Seigneurie de Scandalion
- Seigneurie de Tyr
- Seigneurie de Josselin III d'Édesse